# Царевић Борис и мач доброте
Царевић Борис и мач доброте је прва RPG авантура урађена на српском језику, ћириличним писмом. Игра је базирана на словенској митологији, а за тему има вечиту борбу између добра и зла. Игру је развио и издао Shine Co., студио из Ниша.
Игра је први пут представљена на 51. Београдском сајму књига, а од стране уредништва Света компјутера окарактерисана је као „најстудиозније припремљена домаћа игра“.